# Pomniki i obiekty upamiętniające w Prudniku
Pomniki i obiekty upamiętniające w Prudniku – miejsca pamięci, pomniki, dzieła rzeźbiarskie i tablice pamiątkowe wzniesione w Prudniku ku czci osób lub dla upamiętnienia wydarzeń.

## Pomniki
- Pomnik Bogini Diany na placu rodziny Fränklów w Parku Miejskim, będący kopią Diany z Wersalu w Luwrze, zrekonstruowany w 2011 przez Agnieszkę i Marka Maślańców[1]. Oryginał, ufundowany w 1911 przez kobiece stowarzyszenie patriotyczne (Vaterlänische Frauenverein) ze środków spadkowych Alberta Fränkla, zaginął w nieznanych okolicznościach w 1945. Rekonstrukcję sfinansował Bank Spółdzielczy w Prudniku, odsłonięcie posągu odbyło się 14 maja 2011. Figura na kamiennym cokole liczy 2 metry, została wykonana z brązu. Przedstawia postać Diany z łukiem w ręku i jeleniem przy boku. Przed posągiem, w kamieniu wmurowano tablicę, informującą o okolicznościach powstania rzeźby[2].
- Pomnik Jana Pawła II i Stefana Wyszyńskiego na Placu Farnym, naprzeciwko kościoła św. Michała Archanioła, wykonany w 2010 przez Mariana Molendę według koncepcji Bogusława Szuby i Michała Kaczmarzyka. Przedstawia scenę, gdy nowo wybranemu papieżowi składa hołd kardynał Stefan Wyszyński, a Jan Paweł II podnosi go z kolan[3].
- Pomnik Stanisława Szozdy przy ul. Kościuszki, przy głównym wejściu na cmentarz komunalny, odsłonięty 20 września 2014 z okazji pierwszego Memoriału Stanisława Szozdy. Na monumencie znalazł się brązowy odlew przedstawiający Szozdę oraz napis: „Tutaj rozpozcął swą podróż. Pozostawił trwały ślad w historii kolarstwa Stanisław Szozda”. Pod tablicą wypisano niektóre z jego osiągnięć, jak zdobyte medale olimpijskie, mistrzostw świata oraz zwycięstwo Tour de Pologne. Wewnątrz pomnika umieszczono pojemnik z prochami Szozdy[4].
- Pomnik Stanisława Szozdy na skwerze przy ul. Gimnazjalnej, przed halą sportową I Liceum Ogólnokształcącego, wykonany z brązu w 2021 przez Przemysława Wolnego[5]. Przedstawia postać Stanisława Szozdy w naturalnych wymiarach, opierającego się o swój rower[6]. Pomnik odsłonięto 19 września 2021[7].
- Pomnik 1000-lecia Państwa Polskiego i 700-lecia Prudnika w Parku Miejskim, powstały w 1960. Pierwotnie był to pomnik poległych w wojnie francusko-pruskiej, wzniesiony w 1880. Został przerobiony w ramach obchodów Tysiąclecia Państwa Polskiego: zdjęto pruskiego orła, skrócono i przebudowano obeliks, a na nim umieszcono orła Piastów[8].
- Pomnik Chłopaka i Dziewczyny przy studni na ul. Sobieskiego, ufundowane przez franciszkanina Antoniego Dudka w 2009. Instalacja przedstawia chłopaka siedzącego na starej, ulicznej studni oraz patrzącą na niego ze ściany sąsiedniej kamienicy dziewczynę. Jest związana z napisaną przez Antoniego Dudka legendą o nieszczęśliwie zakochanych mieszkańcach Prudnika – Wawrzku i Wiewiórze, którzy na pamiątkę swojej miłości zbudowali dla miasta studnię[9].
- Pomnik Jana Nepomucena w południowo-wschodnia pierzei Rynku, ufundowany w 1733 przez członków rady miejskiej i jednego notariusza, z których wszyscy prócz burmistrza miasta nosili imię Jan. Na pomniku umieszczono inicjały CWZ, które mogą należeć do jego twórcy. Przy bokach Nepomucena znajdują się anioły, na cokole umieszczono płaskorzeźbę sceny utopienia Nepomucena[10].
- Pomnik poległych w I wojnie światowej w kwartale przylegającym do południowo-wschodniego narożnika cmentarza komunalnego. Ma formę krzyża[11].
- Pomnik Jana Pawła II naprzeciwko kościoła Miłosierdzia Bożego na Jasionowym Wzgórzu, wzniesiony w 2011. Pomnik z cokołem w stylu nagrobkowym ma około 3 metry wysokości, został wykonany z żywicy syntetycznej. Jan Paweł II podnosi jedną rękę do pozdrowienia, w drugiej trzyma krzyż. Został poświęcony 1 maja 2011[12].
- Pomnik Stefana Wyszyńskiego przed wejściem do sanktuarium św. Józefa, poświęcony 8 maja 1983 przez prymasa Polski kardynała Józefa Glempa w obecności arcybiskupa metropolity wrocławskiego Henryka Gulbinowicza, biskupów opolskich: Alfonsa Nossola, Wacława Wyciska, Antoniego Adamiuka, Jana Wieczorka[13].
- Kolumna Maryjna w północno-zachodniej pierzei Rynku, wykonana w 1694 przez Johanna Melchiora Österreicha w stylu późnobarokowym. Została ufundowana przez Elisabeth Ortmann z domu Nentwig na mocy testamentu jej męża, Petera Ortmanna – notariusza miejskiego i radnego. Historia powstania kolumny została przedstawiona na usuniętej tablicy pamiątkowej[14]. Kolumna w ciągu swojej historii była wielokrotnie remontowana, a fragmenty rzeźb na nowo sztukowane. W 2002 przeszła generalną odnowę, którą zajął się Lesław Niziński. Pod koniec sierpnia 2022, wskutek działania zmiennych warunków atmosferycznych, od figury Matki Bożej odpadła kamienna dłoń z berłem. Uszkodzony fragment został zabezpieczony i poddany naprawie[15].
- Pomnik Żołnierza Polskiego na placu Wolności, odsłonięty 1 września 1996, w 57. rocznicę wybuchu II wojny światowej. Na pomniku umieszczono napis: „W hołdzie żołnierzom poległym w walce o wolność Polski na wszystkich frontach II wojny światowej”[16] oraz daty 1918, 1939, 1945. Pomnik w Prudniku był czwartym upamiętnieniem polskich żołnierzy wzniesionym na Opolszczyźnie po zmianach ustrojowych. Wzniesiono go według projektu Urszuli Rzepieli, w miejscu, w którym do 1990 stał pomnik Wdzięczności Armii Czerwonej. W celu jego budowy zawiązano Społeczny Komitet Budowy Pomnika Żołnierza Polskiego w Prudniku. Pełni on również rolę grobu nieznanego żołnierza i są pod nim składane kwiaty w czasie uroczystości państwowych[17].
- Pomnik Martyrologii Więźniów Oświęcimskich na cmentarzu komunalnym, wykonany przez Mariana Nowaka[18] w 1968 z materiałów pochodzących z rozbiórki kościoła ewangelickiego w Prudniku[19]. Pomnik powstał w miejscu zbiorowej mogiły ofiar marszu śmierci ze stycznia 1945. Osoby pochowane w tym miejscu zostały zabite lub zmarły z wycieńczenia w okolicy Prudnika podczas ewakuacji więźniów obozu koncentracyjnego w Auschwitz-Birkenau. Przedstawia postać spalonego człowieka (wykonaną w metalu) przy słupie obozowego ogrodzenia[20]. Inskrypcja pod pomnikiem głosiła: „Tu spoczywają więźniowie obozu koncentracyjnego w Oświęcimiu wielu narodowości i więźniowie polityczni z Prudnika, bestialsko pomordowani przez oprawców faszystowskich podczas ewakuacji obozu w styczniu 1945 r.”[19]. W 2018 władze gminy Prudnik wystąpiły do Instytutu Pamięci Narodowej o zmianę treści napisu na „Pamięci spoczywających tutaj 57 cywilnych ofiar – więźniów różnej narodowości zamordowanych przez Niemców w trakcie ewakuacji obozu KL Auschwitz w styczniu 1945 r.”[21].
- Pomnik Poległych Patriotów[22] u zbiegu ulic Parkowej i Dąbrowskiego, powstały w 1961 w miejscu pomnika żołnierzy 57 Pułku Artylerii Polowej, zniszczonego po II wojnie światowej[23]. Na tablicy zamieszczono nazwiska zabitych członków Związku Polaków w Niemczech[24] mieszkających w okolicy Prudnika, którzy polegli w III powstaniu śląskim lub zostali zamordowani w obozach koncentracyjnych[25]. Na tablicy zostali upamiętnieni: Michał Wróbel z Głogówka, Jan Augustyn, Karol Augustyn i Franciszek Suchy z Grabiny, Adolf Rak z Kierpnia, Ignacy Dominik i Marcin Dominik z Mionowa oraz Karol Chrząszcz i Michał Siupka z Wierzchu. Pierwotnie na tablicy znajdował się napis: „Oddali swe życie za Polskę i lud” oraz rysunek Krzyża Powstańczego[26]. Na początku lat 90. XX wieku napis zmieniono na[24]: „Bóg i Ojczyzna. Oddali życie za polskość tej ziemi”[27].
- Pomnik Pomordowanych Przez Oprawców Faszystowskich na cmentarzu żydowskim postawiony w 1965 w miejscu zbiorowej mogiły Żydów – ofiar mordu w Niemysłowicach[28]. W przeszłości napis na tablicy głosił: „Miejsce uświęcone krwią ofiar faszyzmu hitlerowskiego. Tu spoczywają więźniowie Obozu Koncentracyjnego w Oświęcimiu wielu narodowości i więźniowie polityczni z Prudnika bestialsko pomordowani przez oprawców faszystowskich podczas ewakuacji obozu w styczniu 1945 r. Tablicę ufundowało społeczeństwo Ziemi Prudnickiej w XX-rocznicę powrotu Ziemi Zachodnich do Macierzy”[29]. Napis został skrócony do: „Tu spoczywają więźniowie obozu koncentracyjnego w Oświęcimiu wielu narodowości i więźniowie polityczni z Prudnika bestialsko pomordowani przez oprawców faszystowskich podczas ewakuacji obozu w styczniu 1945 r”[30].
- Pomnik Sybiraków przy głównej alei cmentarza komunalnego. Tablica upamiętniająca Sybiraków została wmurowana przy istniejącej figurze Jezusa Chrystusa z inicjatywy Koła Terenowego Związku Sybiraków w Prudniku. Miejsce miało stać się symboliczną mogiłą Polaków, którzy nie wrócili z Sybiru. Tablica została wykonana z kamienia naturalnego w formie prostokąta o wymiarach 80 x 60 cm. Miał na niej znaleźć się napis: „Męczennikom Sybiru okaż Panie swoje miłosierdzie. Symboliczna mogiła Polaków zamęczonych na nieludzkiej ziemi w latach 1940–1956. Koło Związku Sybiraków w Prudniku”, a obok krzyż i godło Związku Sybiraków[31]. Rada Miejska w Prudniku zrezygnowała z umieszczenia na tablicy dat 1940–1956, tak by symboliczna mogiła upamiętniała wszystkich Polaków zesłanych na Sybir. Ostatecznie przyjęto tekst: „Męczennikom Sybiru okaż Panie swoje miłosierdzie. Symboliczna mogiła Polaków zamęczonych na nieludzkiej ziemi”[32]. Pomnik został poświęcony 16 listopada 1997[33].
- Figury Jana Nepomucena i Franciszka Ksawerego wraz z płytami postawione w narożnikach cmentarza od strony północno-wschodniej i wschodniej[11]. Pierwsza z nich przedstawia Jana Nepomucena, a druga Franciszka Ksawerego[34]. Dokładny czas ich powstania nie jest znany, znajdowały się na moście nad rzeką Prudnik na Dolnym Przedmieściu. Podczas budowy nowego mostu w 1855 figury zostały zdjęte, odrestaurowane i przeniesione na cmentarz[11]. Historyk Augustin Weltzel – autor książki poświęconej historii Prudnika (1870) – stwierdził, że posągi przedstawiają Jana Nepomucena i Jakuba Większego. Jednak w 2020, po odczytaniu inskrypcji pod pomnikiem, który miał przedstawiać świętego Jakuba, okazało się, że naprawdę przedstawia on Franciszka Ksawerego. Prof. dr hab. Rafał Rosół z Instytutu Filologii Klasycznej Uniwersytetu im. Adama Mickiewicza w Poznaniu dokonał też interpretacji napisu pod pomnikiem Jana Nepomucena. W polskim tłumaczeniu brzmi on: „Abyśmy nie zostali zalani, temu, co tobie poświęcone, sprzyjaj”[35].
- Figura św. Józefa z Dzieciątkiem Jezus na dziedzińcu za Domem św. Jana Bożego, wzniesiona w 2000[36].

## Makiety
- Makieta zamku w Prudniku przy wejściu na klatkę schodową do Wieży Woka została wykonana z brązu[37] w 2018 z inicjatywy Muzeum Ziemi Prudnickiej, według projektu Małgorzaty Chorowskiej i Anny Chodkowskiej. Jest to rekonstrukcja stanu zamku z przełomu średniowiecza i wczesnej nowożytności. Gotycki zamek spłonął w 1806, jedyną pozostałością po nim jest tzw. Wieża Woka. Makieta była wzorowana głównie na XVIII-wiecznym rysunku prudnickiego zamku autorstwa Friedricha Bernharda Wernera[38]. Została odsłonięta 1 lipca 2018 podczas Jarmarku Historycznego[39].
- Makieta synagogi w Prudniku na dawnym Placu Synagogalnym została stworzona przez Piotra Makałę w ramach projektu Muzeum Ziemi Prudnickiej i miasta Zlaté Hory w 2022[40]. Synagoga, wzniesiona w 1877 z inicjatywy Samuela Fränkla, została spalona przez nazistowskie bojówki podczas nocy kryształowej z 9 na 10 listopada 1938[41]. Odsłonięcia makiety dokonał przewodniczący Chewry Kadiszy przy Gminie Wyznaniowej Żydowskiej w Katowicach Sławomir Pastuszka 6 listopada 2022[42].
- Makieta kościoła ewangelickiego w Prudniku została stworzona przez Piotra Makałę w ramach projektu Muzeum Ziemi Prudnickiej i miasta Zlaté Hory w 2022[40]. Kościół Chrystusowy, wzniesiony w latach 1902–1904, został rozebrany w latach 1968–1969 ze względu na zły stan obiektu[43]. Odsłonięcia makiety dokonał proboszcz opolskiej parafii luterańskiej Wojciech Pracki 6 listopada 2022[44].
- Makieta klasztoru kapucynów w Prudniku została stworzona przez Piotra Makałę w ramach projektu Muzeum Ziemi Prudnickiej i miasta Zlaté Hory w 2022[40]. Klasztor, wzniesiony w 1656, został rozebrany w 1907 ze względu na zły stan obiektu[45]. Odsłonięcia makiety dokonano 6 listopada 2022[44].

## Kamienie pamiątkowe
- Głaz nauczycieli ziemi prudnickiej, postawiony w 2001 przy ul. Kościuszki na skwerze przed cmentarzem komunalnym, upamiętnia dziesięciu polskich nauczycieli, którzy działali w Prudniku i okolicy w różnych okresach XIX i XX wieku. Napisami, wykonanymi z brązu, wymienieni zostali w kolejności alfabetycznej: Marcin Balcerek, Mieczysław Kielar, Wacław Kowalczyk, Karol Koziołek, Alfred Liczbański, Franciszek Michałowski, Waleria Nabzdyk, Stanisław Nabzdyk, Filip Robota, Aleksander Skowroński[46]. Powstał na podstawie wniosku Związku Nauczycielstwa Polskiego o upamiętnienie nauczycieli związanych z ziemią prudnicką[47]. Jego projekt architektoniczno-urbanistyczny opracowali Jerzy Sylwestrzak i Urszula Rzepiela. Umieszczono na nim tekst: „Mądrością, nauką i walką wyraża się patriotyzm, a nie rąk załamaniem”[48]. Został odsłonięty 15 października 2001[49].
- Głaz upamiętniający kościół ewangelicki został ustawiony przy hali sportowej I Liceum Ogólnokształcącego (miejsce, w którym stał kościół ewangelicki) w pobliżu dawnej pastorówki w październiku 2001 z inicjatywy burmistrza Zenona Kowalczyka. Na tablicy na kamieniu widnieje wizerunek kościoła oraz dwujęzyczny (polsko-niemiecki) napis[50]: „W tym miejscu wznosiła się świątynia kościoła ewangelickiego. Poświęcona 1 XI 1904 r. Rozbiórkę obiektu dokonano w latach 70-tych. Prudnik, X’2001”[51].
- Głaz z tablicą upamiętniającą dzieci i młodzież polską – ofiary wojny został postawiony na placu Szarych Szeregów, w miejscu, w którym do 1945 znajdował się pomnik cesarza Wilhelma I[52]. Napis na tablicy głosi: „Dzieciom i młodzieży polskiej bohaterom i ofiarom wojny wieczna chwała…”[53]. Przed obeliksem odbywają się uroczystości prowadzone przez Komendę Hufca ZHP w Prudniku[54].
- Kamienie z tablicami upamiętniającymi zbrodnię katyńską i katastrofę smoleńską zostały odsłonięte 15 czerwca 2023 pod krzyżem na szczycie Koziej Góry, przy sanktuarium św. Józefa. Inicjatorem upamiętnienia było Stowarzyszenie Ziemia Prudnicka. Ufundowane przez gminę Prudnik tablice przytwierdzono do kamieni, które już wcześniej znajdowały się w tym miejscu. Na tablicach umieszczono napisy:  „Zginęli służąc Polsce. Smoleńsk 2010” i „W hołdzie ofiarom zbrodni katyńskiej zamordowanym przez NKWD w 1940 roku”[55]. Jest to drugie na Opolszczyźnie miejsce upamiętniające katastrofę smoleńską (pierwsze powstało w Kostowie koło Byczyny) oraz jedyne miejsce w regionie, które upamiętnia oba te wydarzenia[56].

## Drzewa pamiątkowe

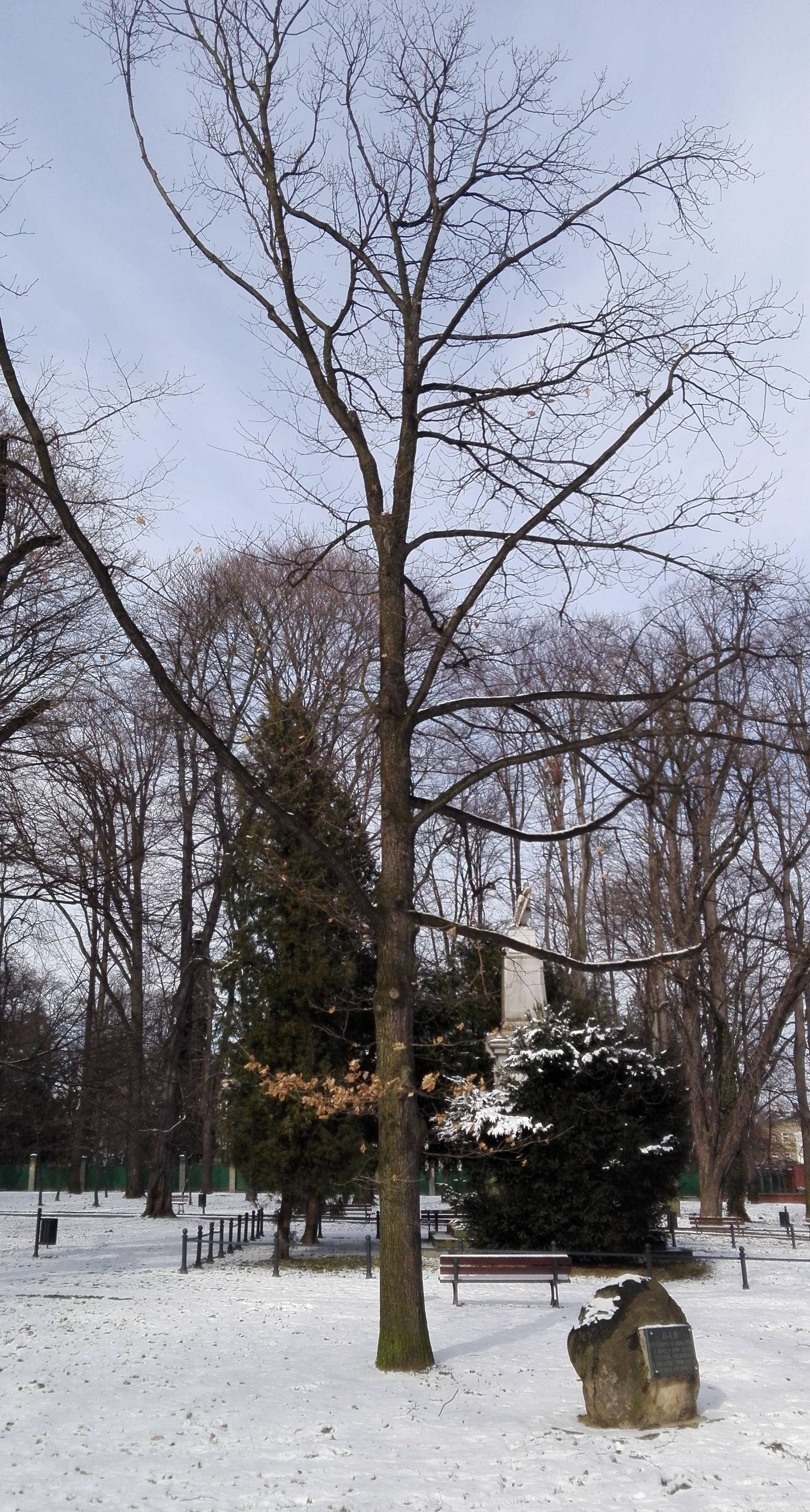
Dąb 1000-lecia Państwa Polskiego i 700-lecia Prudnika

- Dąb posadzony w 1960 z okazji obchodów 1000-lecia Państwa Polskiego i 700-lecia Prudnika w Parku Miejskim[57][8].
- Po 2017[58] na obszarze dawnego poligonu na Koziej Górze posadzono las brzozowy, który miał symbolizować ofiary katastrofy smoleńskiej[56].
- 4 listopada 2018 przy sanktuarium św. Józefa, z okazji 100. rocznicy odzyskania przez Polskę niepodległości, posadzona została sosna limba[59].
- Pierwszy „buk kardynalski” upamiętniający kardynała Stefana Wyszyńskiego, więzionego w sanktuarium św. Józefa w Prudniku w latach 1954–1955, został posadzony 6 października 2007. Drugi został posadzony 28 maja 2018. Przy bukach ustawiono kamienne tabliczki, poświęcone przez Antoniego Dudka[60]. Kolejne „buki kardynalskie” zostały posadzone przy drodze do sanktuarium św. Józefa w 2021 w celu upamiętnienia beatyfikacji Stefana Wyszyńskiego[61].
- W Prudniku znajdują się dwa „dęby papieskie”, czyli dęby z sadzonek pochodzących z żołędzi poświęconych przez papieża. Pierwszy posadzony został przy siedzibie Nadleśnictwa Prudnik przy ul. Dąbrowskiego. Drugi, upamiętniający przyłączenie wschodniej części Górnego Śląska do Polski po plebiscycie, posadzono 2 maja 2023 przy sanktuarium św. Józefa. Ustawiono przy nim pamiątkową płytę z napisem: „Dąb Papieski. Potrzeba nam dzisiaj wiary, która góry przenosi, miłości, która wszystkich jednoczy i nadziei, która nigdy nie zawodzi. Bł. Kardynał Stefan Wyszyński. Dar Polskich Leśników. „Dąb Papieski”, został pobłogosławiony 27 października 2021 r. przez Papieża Franciszka podczas pielgrzymki leśników Regionalnej Dyrekcji Lasów Państwowych w Katowicach do Watykanu w roku 100. rocznicy powrotu Górnego Śląska do Macierzy. Prudnik, 2 maja 2023 r”[62].

## Tablice pamiątkowe
- Czarna marmurowa tablica na elewacji wieży ratusza upamiętnia odbudowę Prudnika przez króla Fryderyka II po zniszczeniu miasta przez austriacki ostrzał w trakcie wojny o sukcesję bawarską w 1779. Napis po łacinie na tablicy głosi: „Królewskie miasto Prudnik na Górnym Śląsku, chwalebne i czcigodne, sławne dzięki handlowi, zostało obrócone w popiół i zniszczone 28 lutego 1779 roku w wyniku wściekłej napaści wroga. Spalony został także stary ratusz. Pod hojną opieką wielkiego, dostojnego, niezwyciężonego króla Prus, Fryderyka II, wyrozumiałego i litościwego, szczęśliwego ojca narodu, miasto odzyskało widoczny teraz blask i powstało szczęśliwie od nowa wraz z wieżą w roku Pańskim 1782”[63].
- Tablica na ścianie budynku przy ul. Nyskiej 10, do 2010 należącego do Zakładów Przemysłu Bawełnianego „Frotex”, upamiętniająca istnienie w tym miejscu niemieckiego komando pracy jeńców wojennych oraz podobozu KL Auschwitz – Arbeitslager Neustadt O/S w latach 1944–1945[64]. Na tablicy umieszczono tekst: „W latach II wojny światowej mieściło się na terenie obecnych Zakładów „Frotex” niemieckie komando pracy jeńców wojennych R 215 oraz filia oświęcimskiego obozu koncentracyjnego. Miejsce to uświęcone jest męczeństwem i śmiercią jeńców i więźniów wyniszczonych pracą ponad siły, katowaniem i głodem. Cześć ich pamięci”[65].
- Tablica upamiętniająca Filipa Robotę na ścianie domu przy ul. Młyńskiej 8, gdzie mieszkał. Napis na tablicy głosi: „W tym domu mieszkał Filip Robota 1841–1902. Zasłużony nauczyciel, działacz społeczny, krzewiciel polskiej kultury i oświaty na Górnym Śląsku w czasie niewoli”[66]. Zamontowano ją w tym miejscu w 1960 z okazji 700-lecia Prudnika[67].
- W 2001 w sanktuarium św. Józefa w Prudniku zamontowano tablicę upamiętniającą starania Walerii i Stanisława Nabzdyk o odzyskanie od państwa obiektu klasztoru franciszkanów. Na tablicy umieszczono napis: „Pamięci Stanisława i Walerii Nabzdyków zasłużonych mieszkańców Prudnika. Swoją zdecydowaną i ofiarną postawą przyczynili się do odzyskania po październiku 1956 r. tego kościoła i klasztoru. Tablicę umieszczono z okazji setnej rocznicy ich urodzin. Prudnik-Las 2001 r.”[68].
- Dwujęzyczna tablica umieszczona na ścianie kościoła św. Michała Archanioła upamiętnia mieszkańców, którzy stracili życie w marcu 1945. W czasie walk o miasto, na plac pomiędzy kościołem i szkołą dziewczęcą spadła bomba, tworząc w tym miejscu spory lej. Zostało w nim pochowanych kilkunastu zabitych mieszkańców Prudnika[69]. Na tablicy zamieszczono napis w językach polskim i niemieckim: „Pamięci mieszkańców Prudnika, którzy w marcu 1945r w tym mieście stracili życie i których w tym miejscu pochowano. Wieczny odpoczynek racz im dać Panie”. Opiekę nad tablicą sprawuje Towarzystwo Społeczno-Kulturalne Niemców na Śląsku Opolskim[70].
- Tablica pamiątkowa dominikanina Jana Góry, pochodzącego z Prudnika organizatora spotkań Lednica 2000, na ścianie przy wejściu północnym do kościoła św. Michała Archanioła została poświęcona 11 lutego 2018 przez biskupa Rudolfa Pierskałę. Widnieje na niej rzeźbiony medalion z popiersiem Jana Góry oraz jego słowa dotyczące Prudnika[71].
- Tablica pamiątkowa Jana Góry na jego rodzinnej kamienicy przy ul. Traugutta 41 została odsłonięta 21 grudnia 2020 w piątą rocznicę jego śmierci. Na tablicy umieszczony został kod QR, który po zeskanowaniu prowadzi do dokumentu z informacjami o Górze[72].
- Trójjęzyczna tablica pamiątkowa garnizonu Prudnik przy bramie wjazdowej do dawnych koszar przy skrzyżowaniu ulic: Legionów i Dąbrowskiego powstała z inicjatywy Stowarzyszenia Integracji Rodzin Wojskowych Kadry Zawodowej byłego Garnizonu w Prudniku i Koła Miejsko-Gminnego Związku Byłych Żołnierzy Zawodowych i Oficerów Rezerwy Wojska Polskiego w Prudniku. Upamiętnia żołnierzy i pracowników cywilnych różnych narodowości, którzy w latach 1904–1994 służyli bądź pracowali w koszarach Prudniku. Napis na tablicy został wybrany w ankiecie przeprowadzonej w 2006 wśród mieszkańców Prudnika i powiatu prudnickiego na łamach „Tygodnika Prudnickiego” oraz m.in. w firmie „Artech” na terenie koszar. Wybrany napis głosi w językach polskim, niemieckim i czeskim: „Żołnierzom wszystkich formacji wojskowych, byłym pracownikom cywilnym, którzy w tych murach w latach 1904–1994 spędzili swoją młodość”[73]. Tablica została odsłonięta 19 maja 2007[74].
- Tablicę upamiętniającą nadanie Publicznej Szkole Podstawowej nr 1 imienia Bohaterów Westerplatte odsłonięto 29 listopada 1970 na ścianie szkoły[75].
- Na ścianie Regionalnego Inkubatora Przedsiębiorczości przy placu Zamkowym 2 umieszczono tablicę upamiętniającą istnienie w tym budynku w latach 1946–2007 Szkoły Podstawowej nr 2.

## Obiekty nieistniejące
- Pomnik cesarza Wilhelma I na Victoriaplatz (obecnie plac Szarych Szeregów) został wzniesiony w 1905 przez Theodora von Gosen. Mierzył trzy metry, był wykonany z brązu i stał na granitowym postumencie[76]. W celu jego wzniesienia uformowany został komitet. Część środków na budowę przeznaczył Emanuel Fränkel[77], który wraz z bratem Albertem i Josefem Pinkusem sfinansował ogrodzenie pomnika[52]. Pomnik został odsłonięty 14 października 1905[77]. Cesarz w prawej dłoni trzymał lornetkę, jego prawa noga byłą wysunięta do przodu, zaś lewa ręka spoczywała na mieczu. Miał na sobie płaszcz i hełm. Cokół pomnika zdobiła cesarska korona, liście laurowe oraz niemiecki napis „Cesarz Wilhelm Wielki”[78]. Pomnik zaginął w nieznanych okolicznościach po zajęciu miasta przez Armię Czerwoną w 1945. Kamienna podstawa stała na placu do lat 60. XX wieku. Na jego miejscu ustawiono głaz poświęcony „dzieciom i młodzieży polskiej, bohaterom i ofiarom wojny”[52].
- Przy wejściu do łaźni miejskiej umieszczona została brązowa tablica, która była wyrazem podziękowania dla Josefa Pinkusa oraz Alberta i Emanuela Fränkla za ich pomoc finansową przekazaną na budowę łaźni. Została ona usunięta po nastaniu nazizmu w Niemczech[79]. Napis na tablicy głosił po niemiecku: „Wzniesiona w latach 1907/07 z środków przekazanych wspaniałomyślnie przez fabrykantów: tajnego radcę komercjalnego Josefa Pinkusa oraz radców komercjalnych Alberta i Emanuela Fränklów”[80].
- Pomnik poległych żołnierzy 57 Pułku Artylerii Polowej wystawiony w 1923 w północno-zachodnim narożniku Parku Miejskiego upamiętniał żołnierzy stacjonującego w Prudniku 57 Pułku Artylerii Polowej poległych w I wojnie światowej[23]. Po II wojnie światowej pomnik został zniszczony. W 1961 kamień, na którym się znajdował, został ustawiony na dawnym miejscu i zaadaptowany na pomnik Poległych Patriotów[24].
- W synagodze w Prudniku umieszczono tablice pamiątkowe poświęcone fundatorom synagogi, dwie tablice ku czci Żydów poległych w wojnie francusko-pruskiej i w I wojnie światowej, a także tablica pamiątkowa konsula Hermanna Fränkla[81].
- Pomnik Wdzięczności Armii Czerwonej na placu Wolności został wzniesiony w 1946 przy mogile dwóch żołnierzy Armii Czerwonej, poległych w bitwie o Prudnik w 1945. Żołnierze pochowani w tym miejscu zostali ekshumowani w latach 60. XX wieku[82]. Pod pomnikiem obchodzono uroczystości takie jak rocznica wybuchu II wojny światowej, rocznica zajęcia Prudnika przez Armię Czerwoną oraz Święto Pracy[83]. Znajdował się na nim napis: „Wieczna chwała bohaterom poległym w walce za wolność i niepodległość naszej ojczyzny”[84]. 29 stycznia 1991[85] zdewastowany pomnik został wyrwany z ziemi[86] i wywieziony na cmentarz komunalny. Na jego miejscu w 1996 powstał pomnik Żołnierza Polskiego[87].
- Tablica na ścianie budynku przy ul. Wiejskiej 1, zamontowana 1 października 2010 upamiętniała znajdującą się w tym miejscu w latach 1951–1998 siedzibę zawodowej straży pożarnej. Została ufundowana przez koło nr 9 Związku Emerytów i Rencistów Pożarnictwa RP w Prudniku[88]. 13 marca 2023 budynek został wyburzony, a w jego miejscu wzniesiono supermarket[89].